# Carol Drinkwater

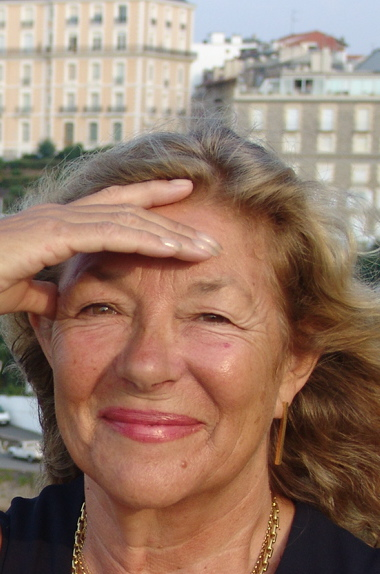
Carol Drinkwater (2012)

Carol Drinkwater (* 22. April 1948 in London) ist eine britische Schauspielerin und Autorin.

## Leben
Drinkwater besuchte die Central School of Speech and Drama in London. Eine ihrer ersten Rollen spielte sie 1971 als Nurse Feeley in Uhrwerk Orange. Bekannt wurde Drinkwater an der Seite von Christopher Timothy in der Serie Der Doktor und das liebe Vieh, in der sie von 1978 bis 1985 die Rolle der Helen Herriot spielte. Mit dem getrennt lebenden, aber noch in erster Ehe verheirateten Timothy hatte sie eine Beziehung, was zu öffentlichen Anfeindungen führte. Durch ihre Rolle in der australischen Serie Eine Handvoll Gold (Originaltitel Golden pennies, 1985) lernte sie den französischen Filmproduzenten Michel Noll kennen, den sie 1988 heiratete und mit dem sie in der Provence lebt.
Neben ihrer Tätigkeit als Schauspielerin veröffentlicht Drinkwater Romane und Kinderbücher.
Carol Drinkwater wird manchmal als jüngere Schwester der Schauspielerin Ros Drinkwater bezeichnet, aber zwischen den beiden Frauen bestehen keine verwandtschaftlichen Beziehungen.

## Filmografie (Auswahl)
- 1971: Uhrwerk Orange (A Clockwork Orange)
- 1977–1985: Der Doktor und das liebe Vieh (All Creatures Great and Small, Fernsehserie, 39 Folgen)
- 1978: Die Füchse (The Sweeney, Fernsehserie, 1 Folge)
- 1978: Der Todesschrei (The Shout)
- 1982: Die unglaublichen Geschichten von Roald Dahl (Tales of the Unexpected, Fernsehserie, 1 Folge)
- 1984: Chocky
- 1987: Wind und Sterne (Captain James Cook; Fernseh-Miniserie, 4 Folgen)
- 1990: Schatten des Verdachts (Father)
- 1995: Eine sachliche Romanze (An Awfully Big Adventure)
- 1998: Rosamunde Pilcher – Heimkehr (Coming Home; Fernseh-Zweiteiler)
- 2000: Casualty (Fernsehserie, 1 Folge)

## Veröffentlichungen (Auswahl)
- Spuk in der Schule. Thienemann, Stuttgart 1987, ISBN 3-522-16600-0.
- Molly. Hodder Wayland, 1996, ISBN 0-7500-1840-2. (Gleichnamige Verfilmung: Molly)
- The Hunger - The Diary of Phyllis McCormack, Ireland 1845-1847. Scholastic, 2001, ISBN 0-439-99740-2.
- Crossing the Line. Women´s Press, 2001, ISBN 0-7043-4966-3.
- The Olive Harvest. Orion, 2002, ISBN 0-7528-6544-7.
- Der Olivenhain. Liebe in der Provence. Heyne, München 2003, ISBN 3-453-86388-7.
- The Olive Farm. Orion, 2006, ISBN 0-7528-7762-3.
- The Olive Season. Orion, 2006, ISBN 0-7528-7763-1.